# Dix Petits Indiens (film)
Pour les articles homonymes, voir Dix Petits Indiens et And Then There Were None.
Pour plus de détails, voir Fiche technique et Distribution.
Dix Petits Indiens (And Then There Were None) est un film américain réalisé par René Clair, sorti en 1945. C'est la première adaptation au cinéma du roman Dix Petits Nègres d'Agatha Christie.
Dix personnes se retrouvent isolées sur une île d'où il est impossible de s'échapper. Il y a un aristocrate russe décadent, une vieille fille, un explorateur, un général de l'armée des Indes, un détective privé, un médecin alcoolique, un juge, un vieux couple de domestiques sans enfants et une jeune fille désargentée. Ils meurent les uns après les autres assassinés de diverses façons : verre d'alcool empoisonné, trop forte dose de calmants, coup de revolver, hache, noyade, pan de mur qui s'écroule, etc.

## Synopsis
Huit personnes, toutes inconnues les unes des autres, sont invitées sur une petite île isolée au large des côtes du Devon, Angleterre, par un certain Mr O'Nyme et sa femme. Ils arrivent dans un manoir entretenu par deux domestiques nouvellement embauchés, Thomas et Ethel Rogers, mais leurs hôtes sont absents. Lorsque les invités s'assoient pour dîner, ils remarquent la pièce maîtresse, dix figurines d'indiens. Thomas met un disque sur un tourne-disque,disque par lequel une voix d'homme les accuse tous de meurtres :
- Le général en retraite Sir John Mandrake est accusé d'avoir envoyé à la mort l'amant de sa femme, un lieutenant sous ses ordres pendant la guerre 14-18.

- La vieille fille Emily Brent est accusée d'être responsable de la mort de son jeune neveu.

- Le docteur Edward G. Armstrong est accusé d'avoir accidentellement tué une patiente en l'opérant alors qu'il était ivre.

- Le prince Nikita Starloff est accusé d'avoir renversé deux personnes en roulant trop vite.

- Vera Claythorne, une jeune fille désargentée, est accusée d'avoir assassinée le fiancé de sa sœur.

- Le juge Francis J. Quincannon est accusé d'avoir condamné un innocent à la pendaison.

- L'aventurier Phillip Lombard est accusé d'avoir laissé mourir 21 indigènes sud-africains.

- L'ex-inspecteur William H. Blore est accusé d'avoir produit un faux témoignage lors d'un procès, conduisant à la mort d'un innocent.

- Les époux Rogers sont accusés d'être responsable de la mort de leur précédent employeur, un invalide.

Il devient très clair que personne ne connait les O'Nyme et que les initiales A.N et le nom O'Nyme forment le mot "anonyme". Rogers les informent qu'ils ne peuvent pas quitter l'île parce qu'il est Vendredi et le bateau qui les amenés ne revient pas avant Lundi. Starloff admet sa faute, puis meurt après avoir bu un verre d'alcool qui était empoisonné.
Le lendemain matin (Samedi), Ethel Rogers est retrouvée morte pendant son sommeil d'une trop forte dose de somnifère. Les 8 invités restants découvrent 2 figurines d'indiens disparues et se rendent compte que A.N O'Nyme suit les couplets de la chansons des dix petits indiens lors de ses crimes. Les rescapés fouillent l'île à la recherche de A.N O'Nyme sans succès. Après que le général Mandrake ait été poignardé à mort, le juge Quinncannon déclare que A.N O'Nyme est l'un des invités restants. Les rescapés votent sur l'identité présumée d'A.N O'Nyme et Rogers, le seul à obtenir plus d'un vote contre lui, est contraint de dormir dans la salle de stockage du bois.
Le lendemain matin (dimanche), on le retrouve la tête coupée en deux par une hache. Emily Brent meurt peu après, empoisonnée par une piqûre faite par une seringue hypodermique. Le docteur Armstrong s'aperçoit que sa seringue a disparu, de même que le revolver de Lombard. Au dîner, Quinncannon, Armstrong, Blore et Lombard avouent leurs crimes. Quand c'est au tour de Vera Claythorne, elle dit qu'elle va chercher son manteau dans sa chambre, quand soudain les autres l'entendent crier et courent vers elle. Ils la retrouvent terrorisée après avoir été touché par une algue qui pendait du plafond.
C'est alors qu'ils retrouvent l'arme de Lombard de même que le juge Quinncannon abattu d'une balle dans le front. Vera insiste en disant qu'elle est innocente mais Armstrong la suspecte et l'enferme dans sa chambre. Pendant la nuit,Vera avoue à Lombard que c'était sa sœur qui a tué son fiancé et qu'elle l'a aidée à maquiller le crime et s'est fait passer pour la coupable. Le duo s'aperçoit plus tard qu'Armstrong a disparu.
Le lendemain matin (lundi), Blore est tué par la chute d'une pierre. Peu après, Lombard et Vera découvrent un corps de noyé sur une plage : Armstrong. Vera pointe le pistolet de Lombard contre lui, certaine qu'il est le tueur. Lombard avoue que son vrai nom est Charles Morley et que le vrai Lombard était son ami, qui s'est suicidé à cause du remords dû à la mort des 21 Africains. Morley a un éclair de lucidité et demande à Vera de lui tirer dessus. Vera tire et Morley tombe.
Dans le salon, Vera découvre un nœud coulant accroché aux combles et découvre qui est A.N O'Nyme : Quinncannon on ne peut plus vivant. Le juge lui révèle que toute sa vie il a voulu chercher la justice parfaite. Après avoir appris qu'il mourrait bientôt à cause d'une maladie en phase terminale, il a préparé son plan. Armstrong a accepté de l'aider à simuler sa mort prétendument pour retrouver l'assassin plus facilement. Il lui révèle qu'elle a le choix entre se pendre maintenant ou être envoyée à la potence en tant que seule survivante et donc seul assassin possible. Quinncannon boit un whisky empoisonné puis Morley apparait vivant car Vera l'a à dessein raté. Quinncannon meurt et le bateau arrive enfin et secourt Morley et Vera.

## Fiche technique
- Titre original aux États-Unis : And Then There Were None
- Titre français : Dix Petits Indiens
- Titre anglais : Ten Little Niggers
- Réalisation : René Clair
- Scénario : René Clair et Dudley Nichols, d'après le roman Dix Petits Nègres d'Agatha Christie
- Direction artistique : Ernst Fegté
- Décors : Edward G. Boyle
- Costumes : René Hubert
- Photographie : Lucien Andriot
- Montage : Harvey Manger
- Musique : Mario Castelnuovo-Tedesco
- Production : René Clair
- Production déléguée : Harry M. Popkin
- Production associée : Leo C. Popkin
- Société de production : Rene Clair Productions
- Société de distribution : 20th Century Fox
- Pays d'origine :  États-Unis
- Langue originale : anglais
- Format : noir et blanc — 35 mm — 1.37:1 — Mono (Western Electric Mirrophonic Recording)
- Genre : Film dramatique, Film policier, mystère
- Durée : 97 minutes
- Dates de sortie :
  - États-Unis : 31 octobre 1945
  - France : 5 février 1947, reprise le 13 juin 2007

## Distribution
- Barry Fitzgerald : le juge Francis J. Quinncannon
- Walter Huston : le docteur Edward G. Armstrong
- Louis Hayward : Philip Lombard
- Roland Young : le détective William Henry Blore
- June Duprez : Vera Claythorne
- Mischa Auer : Prince Nikita 'Nikki' Starloff
- C. Aubrey Smith : le général Sir John Mandrake
- Judith Anderson : Emily Brent
- Richard Haydn : Thomas Rogers
- Queenie Leonard : Ethel Rogers
- Harry Thurston : Fred Narracott

## Distinctions

### Récompenses
- Festival de Locarno 1946 : Léopard d'or et Léopard de la meilleure réalisation